# Sutri
Sutri – miejscowość i gmina we Włoszech, w regionie Lacjum, w prowincji Viterbo.
Według danych na rok 2004 gminę zamieszkiwały 5092 osoby, 84,9 os./km².
W roku 1046 z inicjatywy cesarza Henryka III odbył się w mieście synod, podczas którego podjęto działania na rzecz reformy Kościoła.